# 애덤 헨더숏
애덤 헨더숏(Adam Hendershott, 1983년 6월 6일 ~ )은 미국의 배우이다.

## 출연 작품
- 더 마인 (2013)
- 스몰 타운 새터데이 나잇 (2009)
- 시드니 화이트 (2007)
- 낸시 드류 (2007)
- 빅 배드 울프 (2006)
- 베로니카 마스 (2004)
- 피쉬 위다웃 어 바이시클 (2003)
- 길모어 걸스 (2000)
- 배스킷 히어로 (1996)
- 5인의 테러리스트와 나홀로 게임 2 (1996)
- 모델, 경찰, 호스테스 (1992)
- 하늘에서 온 엽서 (1992)